# Australische pieper
De Australische pieper  (Anthus australis) is een soort zangvogel uit de familie piepers en kwikstaarten van het geslacht Anthus. Deze soort werd vroeger wel gezien als een ondersoort van de grote pieper. BirdLife International erkent dit ook niet als aparte soort en beschouwt deze soort nog als een ondersoort van de Nieuw-Zeelandse pieper.

## Verspreiding en leefgebied
De Australische pieper komt voor in geheel Australië. Populaties die op eilanden in de buurt voorkomen hebben of krijgen in de toekomst waarschijnlijk ook een aparte soortstatus.
De soort telt vijf ondersoorten:
- A. a. exiguus: het oostelijke deel van Centraal-Nieuw-Guinea.
- A. a. rogersi: noordelijk Australië.
- A. a. bilbali: zuidwestelijk en het zuidelijke deel van Centraal-Australië.
- A. a. australis: centraal, oostelijk en zuidoostelijk Australië.
- A. a. bistriatus: Tasmanië en de eilanden in de Straat Bass.

## Status
De Australische pieper, zoals opgevat door BirdLife en de IUCN (dus als ondersoort van de Nieuw-Zeelandse pieper) heeft een groot verspreidingsgebied en de grootte van de populatie is niet gekwantificeerd. Er is geen aanleiding te veronderstellen dat de soort in aantal achteruit gaat. 